# Watts Station
Koordinaten: 33° 56′ 35″ N, 118° 14′ 34,8″ W

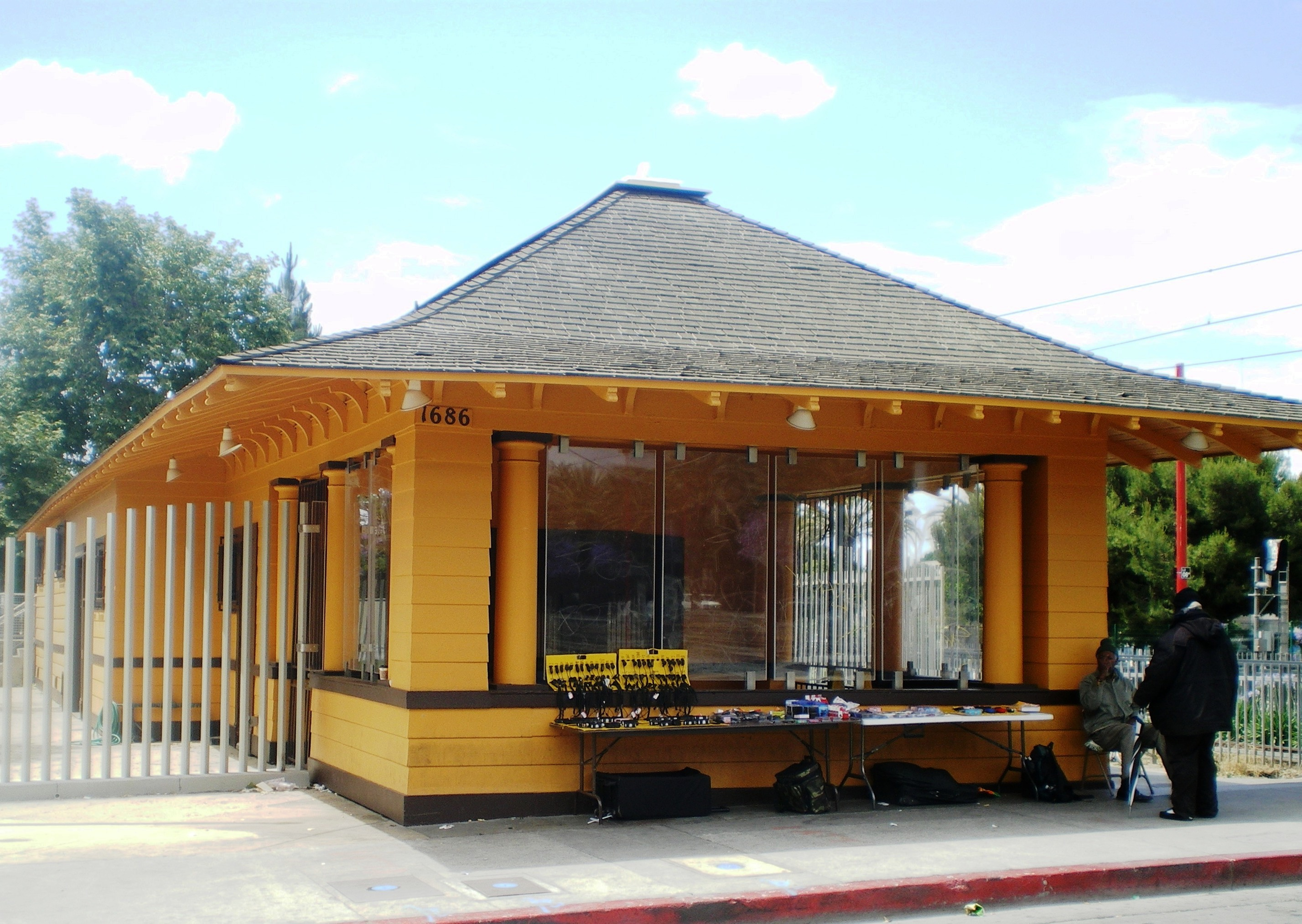
Watts Station, Mai 2008

Watts Station ist eine 1904 erbaute Eisenbahnstation in Watts, einem Stadtviertel von Los Angeles in Kalifornien. Das Bauwerk war eines der ersten Gebäude in Watts und diente lange Jahre als Haupthaltepunkt für den Red Car der Pacific Electric Railway zwischen Los Angeles und Long Beach. Es war das einzige Bauwerk, das intakt blieb, als beim Watts-Aufruhr die Geschäfte an der 103rd Street niedergebrannt wurden. Das nicht angetastete Bauwerk im mittleren Teil der dann auch Charcoal Alley getauften Straße wurde die Bahnstation zu einem Symbol der Kontinuität, der Hoffnung und der Erneuerung für das Stadtviertel. Es wurde inzwischen zu einem Historic-Cultural Monument erklärt und am 15. März 1974 als Baudenkmal in das National Register of Historic Places aufgenommen.

## Bau und Betrieb als Station für dieRed Cars

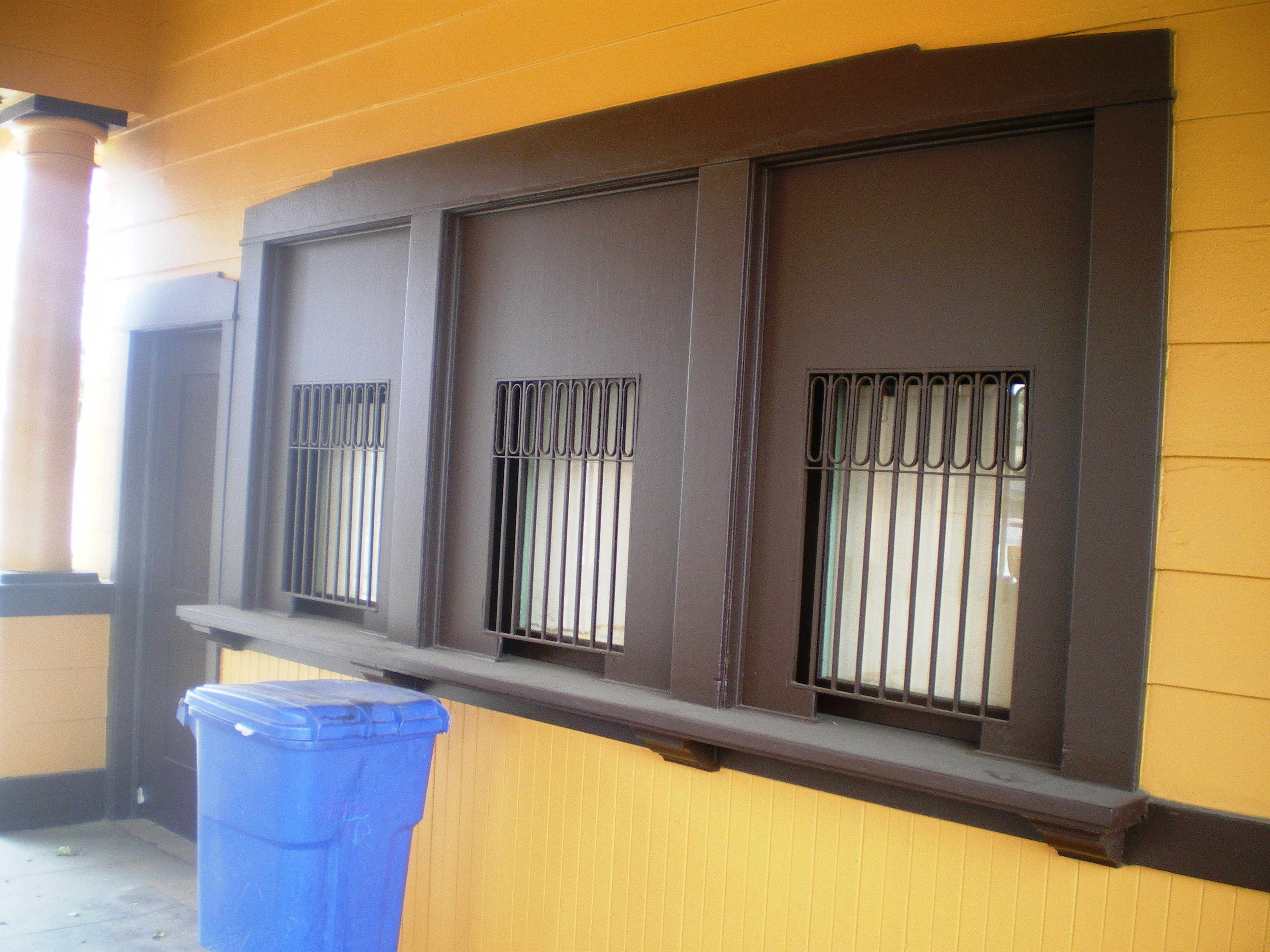
Frühere Ticketschalter

Watts wurde auf dem Gelände des alten Rancho La Tajuata erbaut. 1902 versuchte die Watts-Familie, nach der das Stadtviertel später seinen Namen erhielt, die Erschließung des Gebietes zu beschleunigen, indem sie der Pacific Electric Railway ein zehn Acre großes Grundstück überschrieb, auf dem 1904 Watts Station erbaut wurde. Die Bahnstation wurde mehr als 50 Jahre als Haupthaltestelle für den Betrieb der „Red Cars“ zwischen Los Angeles und Long Beach genutzt. Das Stationsgebäude ist ein einstöckiges Fachwerkbauwerk aus Holz, dessen Grundfläche von 2200 Quadratfuß in drei Räume unterteilt ist. Die Station war eines der ersten Bauwerk, die in Watts errichtet wurden und ist eine der wenigen erhaltenen Bauwerken aus den Anfangsjahren des Stadtviertels. Das Bauwerk diente später als Vorbild für Bahnstationen, die in La Habra, Covina und Glendora gebaut wurden.
Die Eröffnung der Station zog neue Bewohner an, sodass das wachsende Stadtviertel den Namen Watts Station trug. Das Bauwerk blieb eine Bahnstation der Pacific Electric depot, bis in den 1950er Jahren der Betrieb der Red Cars eingestellt wurde.

## Lebhafte Geschichte
Von Beginn an hatte die Bahnstation eine lebhafte Geschichte.  Zu den Zwischenfällen, die sich hier ereigneten, gehörten:
- 1904, kurz nach der Eröffnung der Bahnstation, wurde eine Frau getötet, als sie ihren kleinen Sohn zu retten versuchte, der auf den Gleisen herumlief.[4] Die Frau war die erste Person, die bei Watts Station durch einen Zug getötet wurde, und die Los Angeles Times erklärte sie zu einer Heldin, die sich „auf die Gleise stürzte“, ihren Sohn packte und aus dem Weg des herannahenden Zuges warf.[4] Die Zeitung wies darauf hin, dass vor allem Kinder mexikanischstämmiger Familien, die in der Umgebung von Watts Station lebten, gefährdet waren und viele dieser Kinder, die die Gefahr noch nicht einschätzen konnten, an den Gleisen der Bahnstrecke spielten.[4]
- Im Dezember 1904 trat eine 40-jährige unverheiratete Frau absichtlich vor den herannahenden Schnellzug nach Long Beach. Die Los Angeles Times berichtete, dass die Leiche der Frau kaum noch als Überreste eines Menschen erkennbar waren, als diese unter dem Zug hervorgeholt wurde.[5]
- Im Juli 1905 wurde ein Angestellter der Bahngesellschaft praktisch auf der Stelle getötet, als er nach dem Ausstieg aus einem Zug beim Überqueren des südwärts führenden Gleises von einem Triebwagen erfasst wurde.[6] Sechs Monate später wurde ein anderer Bahnarbeiter an Watts Station durch einen Zug getötet,[7] und im Dezember 1906 wurde ein Lokführer zwischen zwei Waggons eingeklemmt und tödlich verletzt.[8]
- Im Januar 1906 kam es zu einer Schießerei, als eine Frau, die gerade in Scheidung von ihrem Ehemann lebte, einen Revolver zog und auf ihren Noch-Ehemann schoss, als dieser auf ein „Red Car“ wartete. Der Mann ergriff die Waffe. Seine Frau besorgte sich eine andere Waffe, kehrte zur Bahnstation zurück, feuerte zwei weitere Schüsse auf den Mann ab, die ihr Ziel verfehlten, doch durch ein stehendes Red Car gingen und dessen Passagier verschreckten.[9]

## Symbol der Hoffnung an derCharcoal Alley

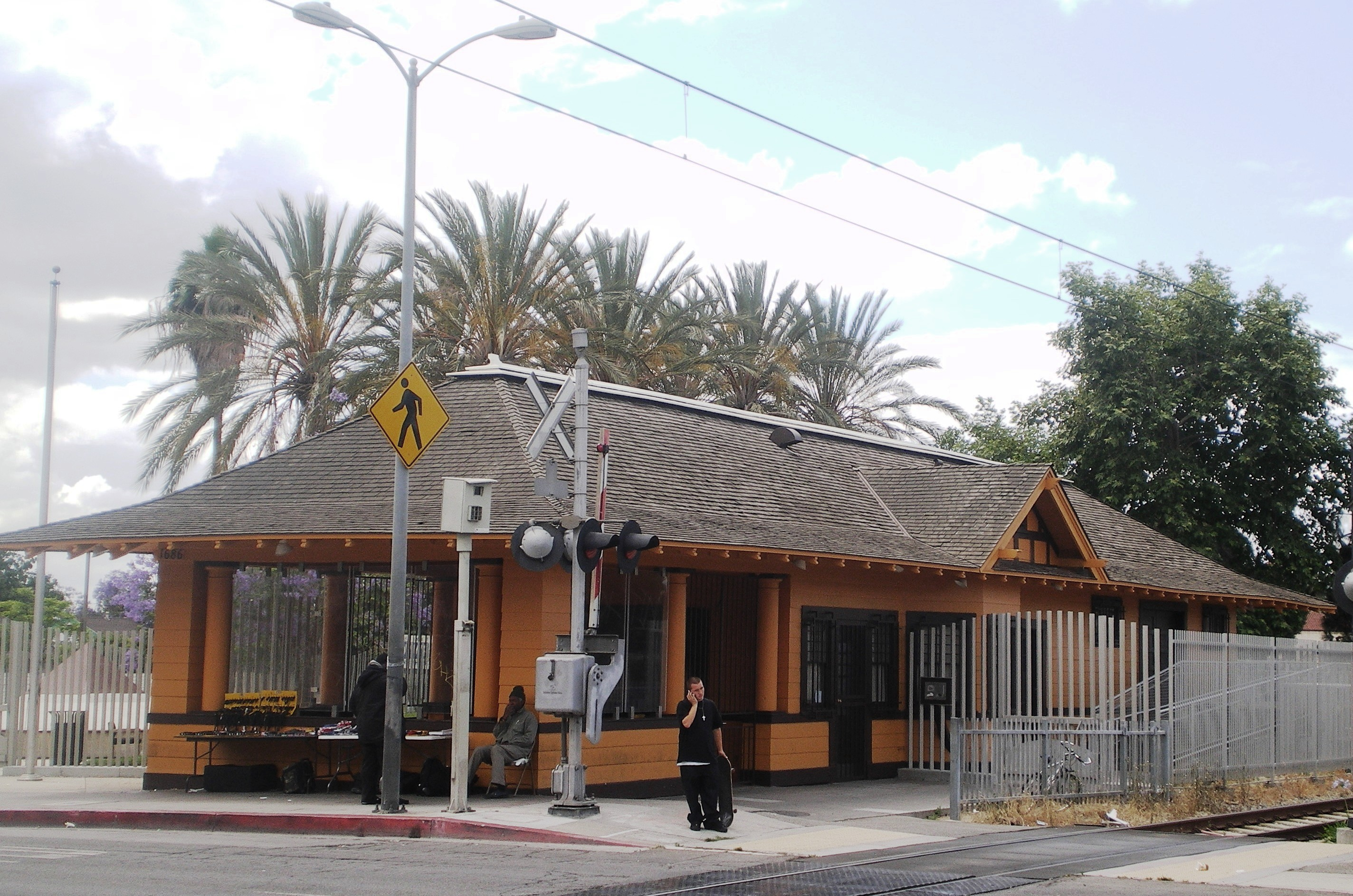
Blick auf Watts Station, Bahnsteigseite

Als im August 1965 der Watts-Aufruhr zur Zerstörung der Gebäude auf beiden Seiten der 103rd Street – der Hauptdurchgangsstraße in Watts – führten, war Watts Station im Zentrum des Abschnittes der Straße zwischen Compton und Wilmington Avenue, der aufgrund der starken Zerstörungen unter dem Namen „Charcoal Alley“ (dt. in etwa: „Straße der Holzkohle“) bekannt wurde. Ein Augenzeuge berichtete: „Beide Seiten der 103rd Street sind nun abgebrannt. Die Durchgangsstraße war ein Meer der Flammen, das eine so unerträgliche Hitze ausstrahlte, daß ich glaubte, meine Haut würde versengt werden.“  Nach einer anderen Schilderung der Unruhen entlang der „Charcoal Alley“ wurden die Bauten an der Straße bis auf die Grundmauern niedergebrannt. Inmitten der Trümmer und der umfassenden Zerstörung im Verlauf der Straße, so berichtete die Los Angeles Times, dass die Bahnstation das einzige Bauwerk war, das intakt blieb, während die Geschäfte entlang der Straße in Flammen aufgingen. Dass die alte aus Holz gebaute Bahnstation die Unruhen überstand, sei es infolge beabsichtigter Verschonung oder durch Zufall, führte dazu, dass das Bauwerk zum „Symbol der Kontinuität, der Hoffnung und der Erneuerung“ für die Bewohner des Viertels wurde.

## Ausweisung als Denkmal und Rekonstruktion
Vier Monate nach den Unruhen wurde das Bauwerk von der Los Angeles Cultural Heritage Commission zu einem Historic-Cultural Monument (HCM #36) erklärt. 1974 wurde Watts Station in das National Register of Historic Places aufgenommen. In den 1980er Jahren, nachdem die Bahnstation bereits viele Jahre vakant war, stellte die Community Redevelopment Agency 700.000 US-Dollar zur Verfügung, um das ursprüngliche Aussehen des Bauwerks wiederherzustellen. Die Station wurde ab 1989 als Kundendienstbüro des Los Angeles Department of Water and Power und als kleines Museum der Geschichte des Stadtviertels wiedergenutzt.
1990 wurde durch die Blue Line die Bedienung des Eisenbahnverkehrs zwischen Los Angeles und Long Beach entlang der alten Strecke der Pacific Electric wieder aufgenommen. Dabei dient die alte Bahnstation nicht der Abfertigung von Fahrgästen der Blue Line, doch die Züge halten an einer neuen Bahnstation direkt daneben, der Station 103rd Street/Watts Towers. Mit der Wiederaufnahme des Eisenbahnverkehrs durch die Blue Line sind jedoch auch die Übel zurückgekehrt, die während des Betriebes der Red Cars an der Tagesordnung waren. Von 1990 bis zum Juni 2007 wurden 87 Autofahrer und Fußgänger an den Bahnübergängen der Blue Line getötet; sie ist eine der unfallträchtigsten Eisenbahnstrecken in den Vereinigten Staaten.